# Олинг
Олинг (калм. Олиң) — посёлок в Яшкульском районе Калмыкии, входит в состав Яшкульского сельского муниципального образования. Расположен в центральной части Яшкульского района вблизи лимана Дорт-Хулсун, в 11 километрах к северо-западу от посёлка Яшкуль.

## Этимология
Название посёлка с калмыцкого языка переводится как подпруга.

## История
Впервые отмечен на карте РККА 1940 года. До войны входил в Зюнгарский сельсовет. В 1951 году здесь был организован совхоз «Кировский», ставший впоследствии племзаводом. К 1989 году в Олинге проживало около 300 жителей.
В 2011 году посёлок был газифицирован.

## Население
| 2002 | 2010 | 2021 |
| ---- | ---- | ---- |
| 47   | ↗48  | ↗60  |

Национальный состав
Согласно результатам переписи 2002 года большинство населения посёлка составляли калмыки (87 %).
| Национальность | Численность (2010) | Процент |
| -------------- | ------------------ | ------- |
| Калмыки        | 44                 | 93,6%   |
| Русские        | 3                  | 6,4%    |
| Всего          | 47                 | 100%    |

## Экономика
ОАО «Племзавод „Кировский“» — одно из ведущих племенных хозяйств района.

## Культура
В посёлке есть объект, связанный с Великой Отечественной войной, — памятник Абоимову Петру Ивановичу, убитому в ноябре 1942 года при освобождении Олинга от 16-й моторизованной дивизии.